# Veeremäe
Veeremäe is een plaats in de Estlandse gemeente Saaremaa, provincie Saaremaa. De plaats heeft de status van dorp (Estisch: küla) en heeft 19 inwoners (2021).
De plaats viel tot in oktober 2017 onder de gemeente Kihelkonna en heette toen Veere. In die maand werd Kihelkonna bij de gemeente Saaremaa gevoegd, een fusiegemeente van de twaalf gemeenten op het eiland Saaremaa. Omdat in de voormalige gemeente Pöide ook een dorp Veere lag, werd dit Veere herdoopt in Veeremäe. Het andere Veere bleef Veere heten.
Veeremäe is het eindpunt van de Tugimaantee 78, de secundaire weg van Kuressaare via Kihelkonna naar Veeremäe. Het ligt aan de oostkust van het schiereiland Tagamõisa.

## Geschiedenis
Veeremäe werd voor het eerst genoemd in 1731 onder de naam Wera Romelt, een boerderij op het landgoed van Tagamõisa. De naam is misschien afgeleid van de naam van de boer. In de jaren 1960–1963 werd bij Veere(mäe) een vissershaven aangelegd.
In 1977 werden drie nederzettingen op het voormalige landgoed Tagamõisa samengevoegd tot één plaats onder de naam Veere: Rannaküla (sinds 2017 Vaigu-Rannaküla), Vaigu en Veere. In 1997 werden de drie nederzettingen afzonderlijke dorpen.